# Verwaltungsvereinbarung
Eine Verwaltungsvereinbarung ist in der deutschen Verwaltungsorganisation ein Abkommen zwischen Trägern öffentlicher Verwaltung wie Staaten oder Gebietskörperschaften oder auch zwischen Behörden desselben Rechtsträgers. Weil sie Angelegenheiten der Exekutive regeln, bedürfen sie keiner Legitimation der jeweiligen Parlamente. Im Gegensatz dazu bedürfen Staatsverträge der Zustimmung der jeweiligen Parlamente. Verwaltungsvereinbarungen können als öffentlich-rechtlicher Vertrag abgeschlossen werden.

## Verwaltungsabkommen
Internationale Verwaltungsvereinbarungen nennt man Verwaltungsabkommen.

## Beispiele
- Die Einführung von Juniorprofessuren in Deutschland geschah auf der Grundlage einer Verwaltungsvereinbarung der Länder, nachdem die gesetzliche Regelung im Hochschulrahmengesetz durch das Bundesverfassungsgericht für verfassungswidrig erklärt worden war.

- Bei der Städtebauförderung werden in Deutschland zu den Bund-Länder-Programmen entsprechende Verwaltungsvereinbarungen geschlossen, § 164b BauGB.